# Acanthostichus

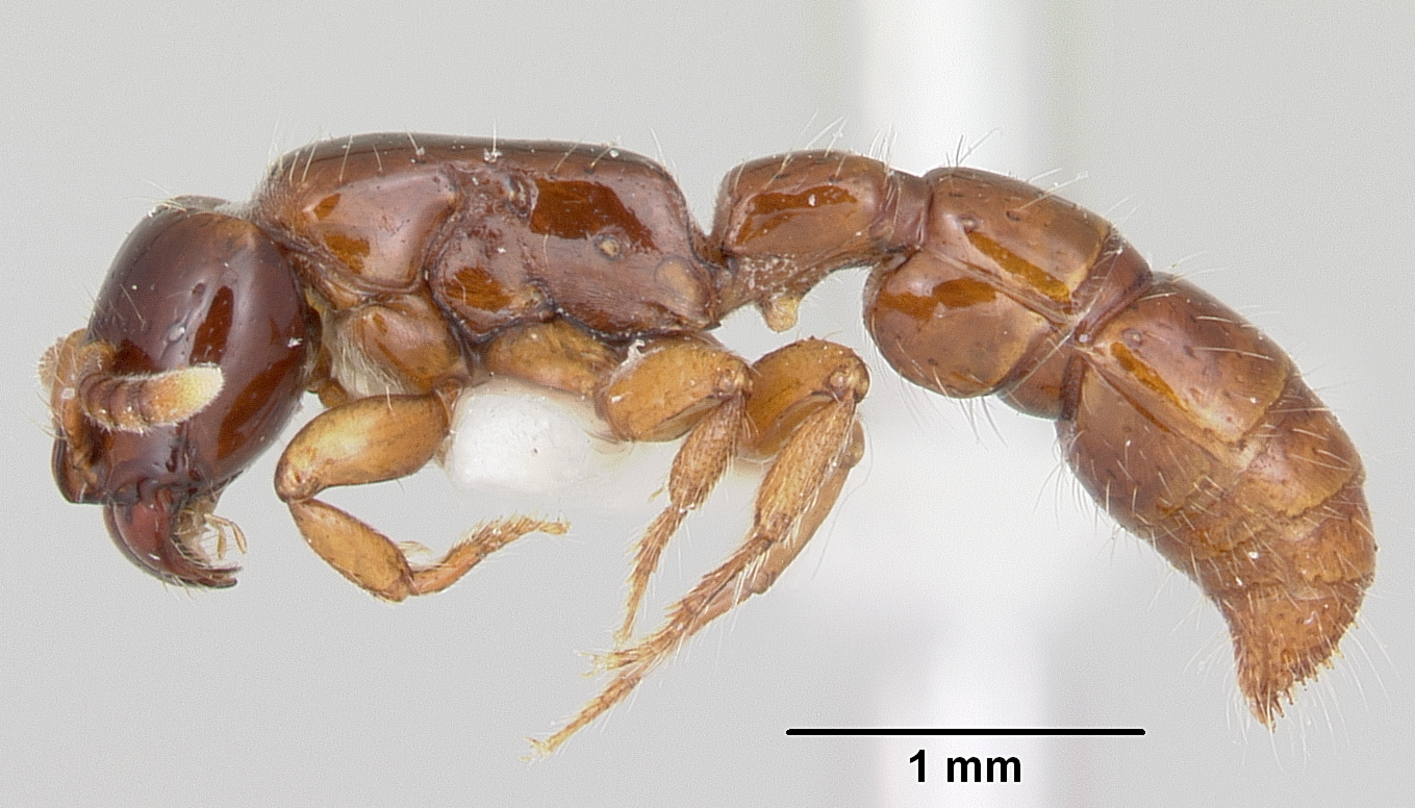
Acanthostichus texanus

Acanthostichus (лат. , от др.-греч. ἀκανθο- στίχος «ряд щетинок») — род тропических муравьёв из подсемейства Dorylinae (Formicidae). Специализированы на питании различными видами термитов (термитофагия). Имеют коренастое телосложение и относительно короткие ноги.

## Распространение
Неотропика, юг Неарктики. Они встречаются в Новом Свете, от юга США до Уругвая, Парагвая и северной Аргентины. Вероятно, они широко распространены, но из-за своей подземной природы их редко собирают или видят.

## Описание
Большинство видов очень похожи друг на друга; черешок является наиболее важным признаком для идентификации видов. Многие из них известны только по нескольким коллекциям или даже по одному экземпляру, что затрудняет определение изменчивости внутри вида. По этой причине многие описанные представители этого рода могут быть синонимами.

## Классификация
Известно более 20 видов, в том числе:
- Acanthostichus arizonensis MacKay, 1996
- Acanthostichus bentoni MacKay, 1996
- Acanthostichus brevicornis Emery, 1894
- Acanthostichus brevinodis MacKay, 1996
- Acanthostichus concavinodis MacKay, 1996
- Acanthostichus davisi (Smith, 1942)
- Acanthostichus emmae MacKay, 1996
- Acanthostichus femoralis Kusnezov, 1962
- Acanthostichus flexuosus MacKay, 1996
- Acanthostichus fuscipennis Emery, 1895
- †Acanthostichus hispaniolicus De Andrade, 1998
- Acanthostichus kirbyi Emery, 1895
- Acanthostichus laevigatus MacKay, 1996
- Acanthostichus laticornis Forel, 1908
- Acanthostichus lattkei MacKay, 1996
- Acanthostichus longinodis Mackay, 2004
- Acanthostichus punctiscapus MacKay, 1996
- Acanthostichus quadratus Emery, 1895
- Acanthostichus quirozi MacKay, 1996
- Acanthostichus sanchezorum MacKay, 1985
- Acanthostichus serratulus (Smith, 1858)
- Acanthostichus skwarrae Wheeler, 1934
- Acanthostichus texanus Forel, 1904
- Acanthostichus truncatus MacKay, 1996